# Pseudodiaptomus jonesi
Pseudodiaptomus jonesi is een eenoogkreeftjessoort uit de familie van de Pseudodiaptomidae. De wetenschappelijke naam van de soort is voor het eerst geldig gepubliceerd in 1970 door Pillai.